# Tuba Ünsal

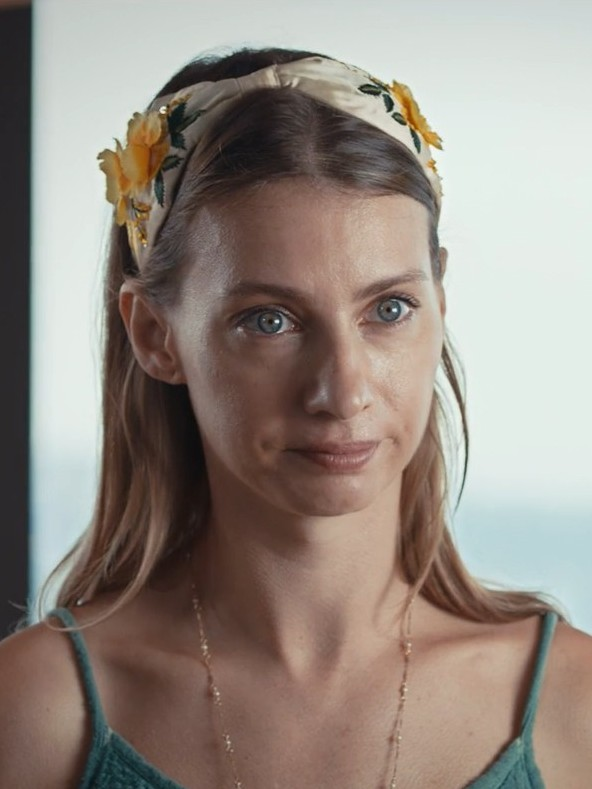
Tuba Ünsal, 2017

Tuba Ünsal (* 7. Dezember 1981 in Denizli) ist eine türkische Schauspielerin und Fotomodell.

## Leben
Tuba Ünsal besuchte die Grundschule in Kırklareli und das Gymnasium in İzmir. Sie begann ein Studium der Betriebswirtschaft an der Onsekiz Mart Üniversitesi in Çanakkale, brach nach einem Jahr jedoch ab. Danach studierte sie an der İstanbul Bilgi Üniversitesi.
1998 nahm sie am Schönheitswettbewerb Elite Model Look teil und arbeitete danach berufsmäßig als Fotomodell. Sie spielte verschiedene Rollen in Fernsehserien und Kinofilmen wie Karaoğlan, Kara Melek, Çılgın Dersane, Mumya Firarda und Vizontele Tuuba und bereitete TV-Programme vor. Unter anderem spielte sie die Rolle der Zeynep Nehir in der im Februar 2008 erschienenen türkischen Komödie Plajda und in dem im Januar 2008 erschienenen Film Çocuk die Rolle der Rüya. Im selben Jahr trat Ünal in dem Film A Beautiful Life auf.
2017 war sie in einer Gastrolle in der Serie Içerde zu sehen. Zwischen 2020 und 2021 spielte Ünsal in der türkischen Netflix-Serie Love 101 die Rolle der Eda als erwachsene Person. Von 2022 bis 2023 bekam sie in der Serie Gecenin Ucunda eine Hauptrolle.

## Filmografie (Auswahl)
Filme
- 2000: Kırık Kalpler
- 2003: Vizontele Tuuba
- 2007: Çılgın Dersane
- 2008: A Beautiful Life
- 2009: Türkler Çıldırmış Olmalı: Görev Afrika
- 2010: Çakallarla Dans
- 2015: Dünyanın En Güzel Kokusu
- 2017: Dünyanın En Güzel Kokusu 2
- 2020: Masallardan Geriye Kalan

Serien
- 1992: Mahallenin Muhtarları
- 1998: Kara Melek
- 2002: Karaoğlan
- 2007: Yemin
- 2009: Canını Sevdiğim İstanbul'u
- 2011: Mor Menekşeler
- 2013: Öyle Bir Geçer Zaman ki
- 2014: Ruhumun Aynası
- 2020–2021: Love 101
- 2022–2023: Gecenin Ucunda